# نام دا روم
نام دا روم (کره‌ای: 남다름؛ زادهٔ ۱۳ ژوئن ۲۰۰۲) بازیگر اهل کره جنوبی است. او حرفهٔ خود را به عنوان بازیگر کودک آغاز کرد و در نقش جوانی شخصیت‌های اصلی در درام‌های محبوب کره‌ای بازی کرده‌است. او به خاطر ایفای نقش اصلی در دنیای زیبا (۲۰۱۹) شناخته می‌شود.
از نقش‌های دیگر او برای به تصویر کشیدن ورژن کودکی و نوجوانی شامل این موارد است: پسران فراتر از گل‌ها (۲۰۰۹)، پینوکیو (۲۰۱۴)، گابلین (۲۰۱۶)، وقتی تو خواب بودی (۲۰۱۷) و استارت آپ (۲۰۲۰).